# Wahlkreis Darmstadt-Stadt II
Der Wahlkreis Darmstadt-Stadt II (Wahlkreis 50) ist ein Landtagswahlkreis in Hessen. Der Wahlkreis umfasst die statistischen Bezirke 410 bis 540 und 710 bis 750 im Süden der kreisfreien Stadt Darmstadt (dies sind die Stadtteile Bessungen, Darmstadt-West und Eberstadt) sowie die Gemeinden Modautal, Mühltal, Ober-Ramstadt, Groß-Bieberau und Roßdorf aus dem Landkreis Darmstadt-Dieburg.
Wahlberechtigt waren bei der letzten Landtagswahl 70.334 der rund 96.000 Einwohner.

## Wahl 2023
| Landtagswahl in Hessen 2023 – WK Darmstadt-Stadt IIZweitstimmen %3020100 29,3 %21,2 %16,6 %13,7 %5,2 %3,8 %3,0 %2,3 %1,6 %0,8 %0,6 %1,9 % CDUGrüneSPDAfDFDPLinkeVoltFWTierschutzPARTEIBasisSonst.Gewinne und Verlusteim Vergleich zu 2018 %p 8 6 4 2 0 −2 −4 −6+6,4 %p−5,3 %p−2,7 %p+3,9 %p−1,9 %p−4,5 %p+3,0 %p+0,4 %p+0,6 %p± 0,0 %p+0,6 %p−0,5 %pCDUGrüneSPDAfDFDPLinkeVoltFWTierschutzPARTEIBasisSonst. |

| Gegenstand der Nachweisung | Gegenstand der Nachweisung | Erst- stimmen | Erst- stimmen | Zweit- stimmen | Zweit- stimmen |
| Bewerber                   | Partei                     | Anzahl        | %             | Anzahl         | %              |
| -------------------------- | -------------------------- | ------------- | ------------- | -------------- | -------------- |
| Wahlberechtigte            | Wahlberechtigte            | 89.988        | 89.988        | 89.988         | 89.988         |
| Wähler                     | Wähler                     | 62.627        | 62.627        | 62.627         | 69,6           |
| Ungültige Stimmen          | Ungültige Stimmen          | 957           | 1,5           | 788            | 1,3            |
| Gültige Stimmen            | Gültige Stimmen            | 61.670        | 98,5          | 62.627         | 98,7           |
| davon                      |                            |               |               |                |                |
| Peter Franz                | CDU                        | 17.453        | 28,3          | 18.134         | 29,3           |
| Andreas Ewald              | GRÜNE                      | 10.918        | 17,7          | 13.084         | 21,2           |
| Bijan Kaffenberger         | SPD                        | 17.253        | 28,0          | 10.280         | 16,6           |
| Irmgard Horesnyi           | AfD                        | 7.704         | 12,5          | 8.457          | 13,7           |
| Kirsten Willenbücher       | FDP                        | 2.598         | 4,2           | 3.184          | 5,2            |
| Ole Heide                  | Die Linke                  | 2.010         | 3,3           | 2.327          | 3,8            |
| Jörg Harbrecht             | Freie Wähler               | 1.910         | 3,1           | 1.416          | 2,3            |
|                            | Tierschutzpartei           |               |               | 980            | 1,6            |
|                            | Die PARTEI                 | 511           | 0,8           |                |                |
|                            | Piraten                    | 233           | 0,4           |                |                |
|                            | ÖDP                        | 198           | 0,3           |                |                |
|                            | P. f. schulm. Verjf.       | 29            | 0,1           |                |                |
|                            | V-Partei³                  | 218           | 0,4           |                |                |
|                            | PdH                        | 132           | 0,2           |                |                |
|                            | ABG                        | 96            | 0,2           |                |                |
|                            | APPD                       | 42            | 0,1           |                |                |
|                            | Basis                      | 349           | 0,6           |                |                |
| Werner Krone               | DKP                        | 166           | 0,3           | 147            | 0,2            |
|                            | DIE NEUE MITTE             |               |               | 25             | 0,1            |
| Frederik Jobst             | Volt                       | 1.443         | 2,3           | 1.824          | 3,0            |
| Mitja Stachowiak           | Klimaliste                 | 215           | 0,4           | 173            | 0,3            |

## Wahl 2018
Wahlkreisergebnis der Landtagswahl in Hessen 2018:
| Gegenstand der Nachweisung | Gegenstand der Nachweisung           | Wahlkreis- stimmen | Wahlkreis- stimmen | Landes- stimmen | Landes- stimmen |
| Kreiswahlbewerber/in       | Partei                               | Anzahl             | %                  | Anzahl          | %               |
| -------------------------- | ------------------------------------ | ------------------ | ------------------ | --------------- | --------------- |
| Wahlberechtigte            | Wahlberechtigte                      | 71.854             | 100,0              | 71.854          | 100,0           |
| Wähler/innen               | Wähler/innen                         | 51.960             | 76,6               | 51.960          | 76,6            |
| Ungültige Stimmen          | Ungültige Stimmen                    | 1.261              | 2,4                | 921             | 1,7             |
| Gültige Stimmen            | Gültige Stimmen                      | 50.699             | 100,0              | 51.039          | 100,0           |
| davon                      |                                      |                    |                    |                 |                 |
| Karin Wolff                | CDU Hessen                           | 12.253             | 24,2               | 11.686          | 22,9            |
| Bijan Kaffenberger         | SPD Hessen                           | 14.334             | 28,3               | 9.854           | 19,3            |
| Andreas May                | FDP Hessen                           | 3.456              | 6,8                | 3.600           | 7,1             |
| Philip Krämer              | Bündnis 90/Die Grünen Hessen (GRÜNE) | 12.129             | 23,9               | 13.541          | 26,5            |
| Ann-Christine Sparn-Wolf   | Die Linke Hessen                     | 3.681              | 7,3                | 4.246           | 8,3             |
| Kai Salawa                 | Alternative für Deutschland (AfD)    | 4.846              | 9,6                | 5.017           | 9,8             |

Bijan Kaffenberger zog als Gewinner des Direktmandats in den Landtag ein.

## Wahl 2013
| Gegenstand der Nachweisung | Gegenstand der Nachweisung                                                                                 | Wahlkreis- stimmen | Wahlkreis- stimmen | Landes- stimmen | Landes- stimmen |
| Kreiswahlbewerber/in       | Partei | Anzahl             | %                  | Anzahl          | %               |
| -------------------------- | --- | ------------------ | ------------------ | --------------- | --------------- |
| Wahlberechtigte            | Wahlberechtigte                                                                                            | 71.705             | 100,0              | 71.705          | 100,0           |
| Wähler                     | Wähler | 54.929             | 76,6               | 54.929          | 76,6            |
| Ungültige Stimmen          | Ungültige Stimmen                                                                                          | 1.679              | 3,1                | 1.264           | 2,3             |
| Gültige Stimmen            | Gültige Stimmen                                                                                            | 53.250             | 100,0              | 53.665          | 100,0           |
| davon                      | |                    |                    |                 |                 |
| Karin Wolff                | CDU Hessen                                                                                                 | 19.741             | 37,1               | 17.853          | 33,3            |
| Herbert Dobner             | SPD Hessen                                                                                                 | 17.421             | 32,7               | 15.839          | 29,5            |
| Horst Schultze             | FDP Hessen                                                                                                 | 1.526              | 2,9                | 2.616           | 4,9             |
| Robert Ahrnt               | Bündnis 90/Die Grünen Hessen (GRÜNE)                                                                       | 9.399              | 17,7               | 9.353           | 17,4            |
| Thomas Frischkorn          | Die Linke Hessen                                                                                           | 3.109              | 5,8                | 3.071           | 5,7             |
|                            | Freie Wähler Hessen                                                                                        | x                  | x                  | 320             | 0,6             |
|                            | Nationaldemokratische Partei Deutschlands (NPD)                                                            | x                  | x                  | 339             | 0,6             |
|                            | Die Republikaner (REP)                                                                                     | x                  | x                  | 161             | 0,3             |
|                            | Piratenpartei Deutschland (PIRATEN)                                                                        | x                  | x                  | 1.489           | 2,8             |
|                            | Bürgerrechtsbewegung Solidarität (BüSo)                                                                    | x                  | x                  | 13              | 0,0             |
|                            | Aktive Demokratie direkt (ADd)                                                                             | x                  | x                  | 54              | 0,1             |
|                            | Die Grauen (AGP)                                                                                           | x                  | x                  | 57              | 0,1             |
| Thomas Lindgren            | Alternative für Deutschland (AfD)                                                                          | 2.054              | 3,9                | 2.057           | 3,8             |
|                            | Autofahrer- und Volksinteressenpartei (AVIP)                                                               | x                  | x                  | 36              | 0,1             |
|                            | Lärmfolter-Umwelt-Politik-ehrlich (LUPe)                                                                   | x                  | x                  | 12              | 0,0             |
|                            | Ökologisch-Demokratische Partei (ÖDP)                                                                      | x                  | x                  | 76              | 0,1             |
|                            | Partei für Arbeit, Rechtsstaat, Tierschutz, Elitenförderung und basisdemokratische Initiative (Die PARTEI) | x                  | x                  | 293             | 0,5             |
|                            | PSG | x                  | x                  | 26              | 0,0             |

Karin Wolff zog als Gewinner des Direktmandats in den Landtag ein.

## Wahl 2009
Wahlkreisergebnis der Landtagswahl in Hessen 2009:
| Direktkandidat   | Partei    | Erststimmen in % | Zweitstimmen in % |
| ---------------- | --------- | ---------------- | ----------------- |
| Karin Wolff      | CDU       | 33,3             | 31,5              |
| Astrid Starke    | SPD       | 28,4             | 21,5              |
| Leif Blum        | FDP       | 15,1             | 16,6              |
| Robert Ahrnt     | Grüne     | 17,4             | 21,1              |
| Andrea Plaßmeier | Die Linke | 05,0             | 05,8              |
| –                | REP       | –                | 00,4              |
| –                | FW        | –                | 01,4              |
| Alfred Solf      | NPD       | 00,9             | 00,6              |
| –                | PIRATEN   | –                | 00,7              |
| –                | BüSo      | –                | 00,2              |

Neben Karin Wolff als Gewinnerin des Direktmandats ist aus dem Wahlkreis noch Leif Blum über die Landesliste in den Landtag eingezogen.

## Wahl 2008
Bei der Landtagswahl in Hessen 2008 traten folgende Kandidaten an:
| Direktkandidat      | Partei    | Erststimmen in % | Zweitstimmen in % |
| ------------------- | --------- | ---------------- | ----------------- |
| Karin Wolff         | CDU       | 31,8             | 30,9              |
| Dagmar Metzger      | SPD       | 41,2             | 39,4              |
| Iris Behr           | Grüne     | 12,1             | 11,1              |
| Leif Blum           | FDP       | 08,7             | 10,0              |
| Andrea Plaßmeier    | Die Linke | 03,6             | 04,96             |
| Rudolf Lauer        | REP       | 01,4             | 00,8              |
| Stephan Gottschlich | FW        | 01,2             | 00,5              |

## Wahl 1999
| Gegenstand der Nachweisung | Gegenstand der Nachweisung | Wahlkreis- stimmen | Wahlkreis- stimmen | Landes- stimmen | Landes- stimmen |
| Bewerber                   | Partei                     | Anzahl             | %                  | Anzahl          | %               |
| -------------------------- | -------------------------- | ------------------ | ------------------ | --------------- | --------------- |
| Wahlberechtigte            | Wahlberechtigte            | 69.473             | 100,0              | 69.473          | 100,0           |
| Wähler                     | Wähler                     | 46.630             | 67,1               | 46.630          | 67,1            |
| Ungültige Stimmen          | Ungültige Stimmen          | 1.050              | 2,3                | 812             | 1,7             |
| Gültige Stimmen            | Gültige Stimmen            | 45.580             | 100,0              | 45.818          | 100,0           |
| davon                      |                            |                    |                    |                 |                 |
| ?                          | CDU                        | 18.419             | 40,4               | 17.734          | 38,7            |
| Bernd Riege                | SPD                        | 19.657             | 43,1               | 18.540          | 40,5            |
| ?                          | GRÜNE                      | 4.164              | 9,1                | 5.130           | 11,2            |
| ?                          | F.D.P.                     | 2.364              | 5,2                | 2.848           | 6,2             |
| ?                          | REP                        | 727                | 1,6                | 721             | 1,6             |
| –                          | Die Tierschutzpartei       | –                  | –                  | 194             | 0,4             |
| –                          | DIE FRAUEN                 | –                  | –                  | 132             | 0,3             |
| –                          | PASS                       | –                  | –                  | 27              | 0,1             |
| ?                          | DKP                        | 106                | 0,2                | 71              | 0,2             |
| –                          | BüSo                       | –                  | –                  | 9               | 0,0             |
| –                          | FWG                        | –                  | –                  | 52              | 0,1             |
| –                          | PBC                        | –                  | –                  | 107             | 0,2             |
| –                          | DHP                        | –                  | –                  | 6               | 0,0             |
| ?                          | NATURGESETZ                | 143                | 0,3                | 71              | 0,2             |
| –                          | ödp                        | –                  | –                  | 48              | 0,1             |
| –                          | NPD                        | –                  | –                  | 66              | 0,1             |
| –                          | BFB-Die Offensive          | –                  | –                  | 62              | 0,1             |

## Wahl 1995
| Gegenstand der Nachweisung | Gegenstand der Nachweisung | Wahlkreis- stimmen | Wahlkreis- stimmen | Landes- stimmen | Landes- stimmen |
| Bewerber                   | Partei                     | Anzahl             | %                  | Anzahl          | %               |
| -------------------------- | -------------------------- | ------------------ | ------------------ | --------------- | --------------- |
| Wahlberechtigte            | Wahlberechtigte            | 69.468             | 100,0              | 69.468          | 100,0           |
| Wähler                     | Wähler                     | 47.443             | 68,3               | 47.443          | 68,3            |
| Ungültige Stimmen          | Ungültige Stimmen          | 1.799              | 3,8                | 966             | 2,0             |
| Gültige Stimmen            | Gültige Stimmen            | 45.644             | 100,0              | 46.477          | 100,0           |
| davon                      |                            |                    |                    |                 |                 |
| Bernd Riege                | SPD                        | 18.248             | 40,0               | 17.796          | 38,3            |
| ?                          | CDU                        | 16.036             | 35,1               | 15.373          | 33,1            |
| ?                          | GRÜNE                      | 6.728              | 14,7               | 7.315           | 15,7            |
| ?                          | F.D.P.                     | 3.398              | 7,4                | 4.105           | 8,8             |
| –                          | ÖDP                        | –                  | –                  | 85              | 0,2             |
| ?                          | GRAUE                      | 494                | 1,1                | 301             | 0,6             |
| –                          | REP                        | –                  | –                  | 507             | 1,1             |
| –                          | Solidarität                | –                  | –                  | 3               | 0,0             |
| –                          | APD                        | –                  | –                  | 113             | 0,2             |
| –                          | DKP                        | –                  | –                  | 48              | 0,1             |
| ?                          | NPD                        | 517                | 1,1                | 261             | 0,6             |
| –                          | DHP                        | –                  | –                  | 7               | 0,0             |
| –                          | f.NEP                      | –                  | –                  | 47              | 0,1             |
| ?                          | NATURGESETZ                | 223                | 0,5                | 136             | 0,3             |
| –                          | BFB                        | –                  | –                  | 142             | 0,3             |
| –                          | PBC                        | –                  | –                  | 172             | 0,4             |
| –                          | STATT Partei               | –                  | –                  | 66              | 0,1             |

## Wahl 1991
| Gegenstand der Nachweisung | Gegenstand der Nachweisung | Wahlkreis- stimmen | Wahlkreis- stimmen | Landes- stimmen | Landes- stimmen |
| Bewerber                   | Partei                     | Anzahl             | %                  | Anzahl          | %               |
| -------------------------- | -------------------------- | ------------------ | ------------------ | --------------- | --------------- |
| Wahlberechtigte            | Wahlberechtigte            | 69.212             | 100,0              | 69.212          | 100,0           |
| Wähler                     | Wähler                     | 49.625             | 71,7               | 49.625          | 71,7            |
| Ungültige Stimmen          | Ungültige Stimmen          | 1.635              | 3,3                | 807             | 1,6             |
| Gültige Stimmen            | Gültige Stimmen            | 47.990             | 100,0              | 48.818          | 100,0           |
| davon                      |                            |                    |                    |                 |                 |
| ?                          | CDU                        | 17.632             | 36,7               | 16.957          | 34,7            |
| Karl Hermann Ritter        | SPD                        | 20.298             | 42,3               | 20.077          | 41,1            |
| ?                          | GRÜNE                      | 5.645              | 11,8               | 6.026           | 12,3            |
| ?                          | F.D.P.                     | 3.205              | 6,7                | 4.296           | 8,8             |
| ?                          | REP                        | 686                | 1,4                | 740             | 1,5             |
| ?                          | DIE GRAUEN                 | 524                | 1,1                | 393             | 0,8             |
| –                          | ÖDP                        | –                  | –                  | 145             | 0,3             |
| –                          | PBC                        | –                  | –                  | 184             | 0,4             |

## Wahl 1987
|                     | Partei            | Anzahl | %     |
| ------------------- | ----------------- | ------ | ----- |
| Wahlberechtigte     | Wahlberechtigte   | 67.864 | 100,0 |
| Wähler              | Wähler            | 54.423 | 80,2  |
| Ungültige Stimmen   | Ungültige Stimmen | 610    | 1,1   |
| Gültige Stimmen     | Gültige Stimmen   | 53.813 | 100,0 |
| davon               |                   |        |       |
| Karl Hermann Ritter | SPD               | 21.002 | 39,0  |
| Heinz Lauterbach    | CDU               | 20.920 | 38,9  |
| ?                   | F.D.P.            | 5.037  | 9,4   |
| ?                   | GRÜNE             | 6.631  | 12,3  |
| ?                   | DKP               | 124    | 0,2   |
| ?                   | BUNTE             | 99     | 0,2   |

## Wahl 1983
|                     | Partei            | Anzahl | %     |
| ------------------- | ----------------- | ------ | ----- |
| Wahlberechtigte     | Wahlberechtigte   | 66.886 | 100,0 |
| Wähler              | Wähler            | 55.949 | 83,6  |
| Ungültige Stimmen   | Ungültige Stimmen | 547    | 1,0   |
| Gültige Stimmen     | Gültige Stimmen   | 55.407 | 100,0 |
| davon               |                   |        |       |
| Heinz Lauterbach    | CDU               | 20.595 | 37,2  |
| Karl Hermann Ritter | SPD               | 25.285 | 45,6  |
| Peter Gehrmann      | GRÜNE             | 4.394  | 7,9   |
| Rolf Meyer          | F.D.P.            | 4.498  | 8,1   |
| Karl-Heinz Fein     | DKP               | 150    | 0,3   |
| Dieter Böhme        | LD                | 312    | 0,6   |
| Manfred Bischoff    | DS                | 127    | 0,2   |
| Helmut Frick        | EAP               | 41     | 0,1   |

## Bisherige Abgeordnete
Direkt gewählte Abgeordnete des Wahlkreises Darmstadt-Stadt II waren:
| Jahr | Direktkandidat      | Partei | Erststimmen in % |
| ---- | ------------------- | ------ | ---------------- |
| 2018 | Bijan Kaffenberger  | SPD    | 28,3             |
| 2013 | Karin Wolff         | CDU    | 37,1             |
| 2009 | Karin Wolff         | CDU    | 33,3             |
| 2008 | Dagmar Metzger      | SPD    | 41,6             |
| 2003 | Karin Wolff         | CDU    | 44,0             |
| 1999 | Bernd Riege         | SPD    | 43,1             |
| 1995 | Bernd Riege         | SPD    | 40,0             |
| 1991 | Karl Hermann Ritter | SPD    | 41,1             |
| 1987 | Karl Hermann Ritter | SPD    | 39,0             |
| 1983 | Karl Hermann Ritter | SPD    | 45,6             |
| 1982 | Heinz Lauterbach    | CDU    |                  |
| 1978 | Heinz Lauterbach    | CDU    |                  |
| 1974 | Heinz Lauterbach    | CDU    |                  |
| 1970 | Georg Schäfer       | SPD    |                  |

## Der Wahlkreis bis 1966
Zwischen 1950 und 1966 bestand gemäß dem hessischen Landtagswahlgesetz vom 18. September 1950 der Wahlkreis 43, der den ganzen Stadtkreis Darmstadt umfasste. Die heutigen Gemeinden Modautal, Mühltal, Ober-Ramstadt und Roßdorf aus dem Landkreis Darmstadt gehörten zum Wahlkreis 44.
Bei der Landtagswahl in Hessen 1946 war der heutige Wahlkreis Teil des Wahlkreises I.
Für die Wahlkreisabgeordneten aus Darmstadt in dieser Zeit siehe: Wahlkreis Darmstadt-Stadt I.